# Uri Hollander
Uri Hollander (en hébreu : אורי הולנד), né en 1979, est un poète, musicien, essayiste et chercheur israélien en littérature et en art.

## Biographie

### Formation
Uri Hollander naît à Tel Aviv en 1979. Diplômé du Conservatoire de musique de Tel Aviv Israël (« Striker »), sur lequel il écrit plus tard un recueil de poèmes : « ימי הקונסרבטוריון התל אביבי » (les journées du Conservatoire de Tel Aviv). En 2002, il étudie à l'université de Tel Aviv en intégrant le programme Adi Lautman, cursus d'excellence interdisciplinaire proposé par l'université. En 2005, il y obtient une maîtrise (avec mention) en études juives.. En 2010, il termine un doctorat à l'université hébraïque (avec Hanan Heber pour directeur de recherche). Sa thèse traite de la musique dans le monde de Nathan Zach et s'intitule : « La musique de la révolution : Nathan Zach 1955-1966 ».

### Professorat et responsabilités
Uri Hollander est chercheur au Centre d’études juives de l'Université Harvard (2010-2011)  et boursier Kreitman au Département de littérature hébraïque de l'université Ben Gourion (2012-2013). Il enseigne la littérature et l'art dans diverses institutions, dont l'université hébraïque, le collège séminariste des kibboutzim, l'Alma College et le collège Sapir. En parallèle à ses travaux académiques, il occupe pendant quatre ans le poste de directeur artistique du Festival des poètes israéliens de Metula (2011-2015), celui de directeur de la Résidence des artistes d'Herzliya (2014-2015) et comme chroniqueur dans le supplément culture et littérature de Haaretz « פרלודים » (préludes) et « היומיום הספרותי » (le quotidien littéraire) dans le supplément de  Maariv : « יריד ההבלים » (vanity fair) . En 2015, il est directeur artistique du musée Raleigh à Césarée jusqu'en 2022. Depuis 2003, il fait partie du comité de rédaction de la maison d'éditions Keshev Le Shira.

### Carrière poétique
Uri Hollander publie des recueils de poésie : «הפסנתר הנודד » (le piano voyageur), «ימי הקונסרבטוריון התל אביבי »  (les journées du Conservatoire de Tel Aviv), une traduction (des poèmes d'E. E. Cummings et Max Jacob), un essai (sur la relation entre littérature et musique, sur la modernité poésie, sur les villes en littérature, sur le poète Israel Har et l'écrivain et essayiste Dan Tselka) et sur la recherche. Il s'engage souvent dans le lien entre littérature et musique, et dans ce contexte il collabore à des spectacles qu'il organise avec des musiciens tels que Shlomo Gronich, Eran Tzur, Ronan Shapira, Alon Ularchik, Rona Kenan.
Au niveau international, Uri Hollander participe à divers événements poétiques ou littéraires. Ainsi, en 2010, il est choisi avec Natalie Brown pour être les représentants d'Israël au Word Express, une tournée de lectures poétiques et de conférences qui réunissent des gens de lettres de différentes nationalités et se déroulent dans divers pays. En 2014, il est invité au onzième festival international de poésie et de performances à Marseille.

### Vie privée
Uri Hollander est marié à la poétesse et traductrice Yael Tomashov. Le couple a un fils et une fille.

## Œuvres
- 2003 : « מרשומות יריד הקסמים: מסות על שירה » (records de la Foire magique : essais de poésie), Keshev Le Shira[9] ;
- 2005 : « הפסנתר הנודד » (le piano voyageur), Keshev Le Shira[10] ;
- 2007 : « דיוקן בקצה החשכה: על שירת ישראל הַר » (un portrait au bord des ténèbres : sur la poésie d'Israël Har), Keshev pour la poésie[11] ;
- 2007 : « ימי הקונסרבטוריון התל אביבי » (journées du Conservatoire de Tel Aviv), Keshav Le Shira, (avec CD)[12] ;
- 2011 : « לקרוא את דן צלקה » (lire Dan Tselka), Hazut Beit[13] ;
- 2013 : « פרלודים » (préludes), Institut Bialik :
- 2016 : « The Political Sound: On Contemporary Art Music » (le son politique : sur la musique d’art contemporain), édition et avant-propos : Uri Hollander, Resling[14] ;
- 2016 : « ציידי הפרפרים של מונמרטר » (les chasseurs de papillons de Montmartre), Nahar Books[15],[16] ;
- 2017 : « המוזיקה של המהפכה: נתן זך 1955--1966 » (la musique de la révolution : Nathan Zach 1955-1966), Bialik Institute[1],[17].
- 2020 : « !דווקא אליטה » (l'élite, en effet !)[18]

## Distinctions
- 1990 : Prix du Premier ministre aux écrivains hébreux[19]
- Prix du ministère israélien de l'Éducation aux poètes débutants, TASH, pour (le piano errant) [2]
- Prix de la nature pour la poésie, 7e festival des poètes israéliens à la Mauta, fondation.
- 2012-2013 : bourse Crichton des doctorat de l'université Ben-Gurion
- 2010-2011 : récompense Harry Star des doctorants boursiers de l'université Harvard, .
- 2010 : prix Dan-David[20]
- 2010. : prix Lion Lubin, de l'université hébraïque,
- La bourse et l'éducation ont donné à votre Rattan des doctorants excellents en sciences de l'esprit, l'Université hébraïque, l'E.S.T. et le PhD.
- Prix Stain, de l'université de Tel Aviv,